# X-23
X-23，原名蘿拉·金尼（Laura Kinney），為漫威漫畫作品中的一名超級英雄。由克雷格.凱爾創作於2003年的電視動畫劇集X戰警：全面進化，之後於2004年在NYX中首次在漫畫亮相。

## 人物
X-23是利用金鋼狼的變種人基因複製而成的第23號實驗品，她的體內有著金鋼狼的基因，然而她本身被當成一個殺人機器來看待，幾年來，她一直在證明自己是一個出色的殺手。儘管造成的許多悲劇讓她後來加入了X戰警，而她也努力要找出自己新的人生。
因為還只是個小女孩，甚至是X戰警中最年輕的成員之一，所以某些時候很孩子氣。但戰鬥時卻又很剽悍俐落，對敵人都很不留情，也因為這樣才加入X特攻隊。在感情方面，對於在乎的人總是有些戀結，例如她很少讓其他女性靠近如同她的哥哥一樣的金鋼狼，但某些時候也讓金鋼狼很頭痛。因為從小就被當成武器，所以在和其他人對話的時候很少能搭上兩句話，說話的方式太過於公式化，所以顯得沒有幽默感。在加入新X戰警時期，跟她關係比較好的有沙塵女、水銀女等，其中她跟一名男性變種人聚能者有比較微妙的感情。
在《All-New Wolverine》中继承了金刚狼的称号。

## 能力
身為金鋼狼的複製人，X-23亦擁有強大的自癒能力和緩慢的衰老速度，而且敏捷度比金鋼狼更佳，體內的亞德曼金屬亦強化了她的爪子，但因為其體內除了爪子之外便沒有在任何地方注入亞德曼金屬，所以身體並不像養父金鋼狼一樣堅不可摧。
在亞德曼金屬爪方面，她的雙手各有兩爪，雙腳各一爪，所以，在戰鬥時會手腳並用，在自癒方面亦比金鋼狼更快速。

## 跟其他角色的關係
羅根/金鋼狼（Logan/Wolverine）
X-23認為自己之所以會變成一樣武器，追根究底都是金鋼狼害的，所以在《X戰警：全面進化》動畫中，她找上金鋼狼並要他對這一切負責，但最後發現兩人都是因為遭到九頭蛇的陷害而成為兵器，但是之後她多數登場皆獨來獨往，最後一集成了X戰警之一。在《目標X》中，她也以同樣原因找上金鋼狼並與其大打出手，最後要將他殺死時，因金鋼狼認為自己真是元兇而要求X-23殺了他，但兩人停下來對話，在得知自己母親莎拉事先告訴金鋼狼每件事後，她很懊悔...結果中途神盾局打岔他們並將X-23逮捕。
事後，美國隊長暗中讓她回去找金鋼狼，而她也成了X戰警之一。當了X戰警後，她把羅根當成自己的哥哥一樣，只要哪個女性跟金鋼狼稍微親熱就會產生忌妒，甚至曾經這樣跟暴風女大打出手。在之後的故事《X-23》中，有次在遊樂園撘雲霄飛車時，羅根對她說有意將她收養為女兒。更在獨眼龍的同意下讓她加入了X特攻隊。
莎拉·金尼（Sarah Kinney）
X-23的母親，黛比的妹妹。在《失落的純真》中她幫助武器X和設施來創造一樣生體兵器，而這武器就是自己的女兒。設施的人用盡一切來培養X-23，包括武術、戰鬥技巧、暗殺等等。但後來，莎拉自己非常懊悔讓自己的女兒只變成了一樣工具。因此，她讓X-23摧毀設施後，打算兩人逃走，結果因為設施發明的狂暴藥水在X-23身上失控，反而自己被女兒給殺死。在《目標X》中，殺死莎拉後，X-23是抱著母親屍體痛哭。而藉著母親遺留信封內的X教授、金鋼狼相片讓她找上X戰警，並在兩年後也成為其中一員。
木村（Kimura）
在武器X中當武器期間，設施的人用生化方式創造了她來訓練X-23，她的身體堅硬到連亞德曼金屬都傷不了她的皮膚。與其說是訓練教官，但其實無論X-23任務失敗與否，她都用最暴力的方式來毒打X-23，而且是照三餐虐待她。因為是教官的緣故，X-23不敢反抗，而每次任務結束之後換來的都是她的施壓和欺虐。
琪頓·尼克森（Kiden Nixon）
在NYX系列中X-23在當妓女期間遇見的不良女孩，後來她幫助X-23引出她的皮條客老闆並讓其殺死他。
黛比與梅根（Debbie, Megan Kinney）
莎拉金尼的姐姐和姪女，X-23曾在《失落的純真》從拐匪手中救了梅根一命。在《目標X》X-23逃出設施後，她來到舊金山找她們。但武器X早就找上黛比的男友並要他用設施開發的狂暴藥劑來使黛比說出X-23在哪裡。另一方面，因X-23在學校怪異的行為使的校長將她們休學，兩人也在一天之中互相照料彼此，梅根帶她到處去逛逛，感情如姐妹一樣。回到家時，黛比男友不小心將藥水潑到自己，結果自己被失控的X-23殺掉。當她追殺梅根和黛比時，她差點失去理智，而設施的人和她的教官中村也來追捕她。中村制伏她後威脅她殺死黛比和梅根。X-23脫身並將中村銬在瓦斯管，並要梅根帶著她母親逃走，而房子也順時爆炸。之後，為了她倆母子的安全，X-23給她們護照到加拿大，她和阿姨母女也從此分離。
美國隊長（Captain America）
在《目標X》中，X-23目送黛比和梅根後，她找到金鋼狼要洩一切憤怒時，兩人大戰完最後停下來談話。結果，美國隊長和神盾局的人以涉嫌殺害等罪名逮捕了她。在X-23對他跟夜魔俠說完一切始末後，夜魔俠認為美國隊長應該讓X-23回到X學院找金鋼狼，而不能因為她被利用成殺手而將她起訴。他不顧夜魔俠反對，將X-23給帶走了。但想過之後，他把X-23帶到公車站，因為他也擔心如果將X-23起訴只會讓她再成為政府和神盾局的武器，因此他向X-23道歉之後，讓她回去找金鋼狼。
朱利安·凱勒/巨能者（Julian Keller/Hellion）
戴肯（Daken）
金鋼狼的親生兒子。
金牌手（Gambit）

## 登場作品
X-23於2000年的漫威卡通系列《X戰警:全面進化》中第三季第11集《X-23》登場，而且是在漫畫出場前首次於電視中亮相。
後來，她在2004年於漫畫'《NYX》後主角之一形式登場，故事說明她逃出設施(Facility)之後，為了活下去只好在紐約當妓女，後來遇上主角，離家出走的不良少女變種人琪頓‧尼克森一夥人。而她後來也加入了X戰警，在漫畫《新X戰警》中登場。
創造她的漫畫家，奎格‧凱爾，原本是在《X戰警:全面進化》替X-23做腳本的製作人。而除了《NYX》之外，另外還有《失落的純真》，為她的背景始末，敘述她如何從小女孩被創造成一個殺人機器，最後殺死利用她的幕後主使，並在最後連親生母親莎拉金尼也因為控制她的狂暴藥水發作之下，殺死了自己的母親。而她母親親口告訴她，她的名字叫作「蘿拉」...。兩年後，她成為了X戰警。
而她也分別在《目標X》、《X-23》、《新X戰警》和《X特攻隊系列》中登場，皆為她逃出設施之後的故事。《目標X》共分6卷，《X-23》、《新X戰警》方面，前者出到21卷，比較偏向以她為主的故事，後者則偏向她跟其他新X戰警的故事。《X特攻隊系列》則是她和金鋼狼和一批變種人組成殺手部隊的故事。

### 漫畫
《失落的純真》Innocent Lost
敘述武器X和設施為了沿襲金鋼狼，意圖創造比他更厲害的生體兵器。科學家詹德‧瑞斯因金鋼狼殺死自己父親，所以一心只想復仇。這時新來的一名生物學家「莎拉‧金尼」博士則願意為設施創造出新的武器X，因為男性活體實驗需要花長時間，所以她建議設施使用女性來做實驗，卻遭上層的拒絕。但一心想復仇的詹德採納了她的辦法，而莎拉幫詹德生下了一名女嬰，為第23號實驗體，並花了7年時間培養，介紹了日本武術大師讓她學會戰鬥技能。除此之外，她都待在觀測房中，莎拉也會花這些時間來陪她的女兒。直到有一天，設施創造一種能讓人感到狂暴的觸發藥劑，他們把藥劑使用在X-23身上來解決她不敢下手的目標。同時，詹德強行對她進行亞德曼金屬的手術，把她的手爪、腳爪等弄的堅不可摧。並在暗殺總統候選人等任務中，她表現皆為"出色"，詹德利用她當殺手機器並從黑手手中奪得不少喪盡天良的財富。
一次對付A.I.M任務中，因為逃亡時間不及，詹德丟下X-23自己冷血逃走，讓她跟敵人一起引爆。後來X-23成功歸來，得知此事的莎拉開始對詹德有了戒心。有一次，金尼的姪女梅根遭到一名拐匪綁架，她私下派X-23去把她救出來。最後，她救出了梅根，也殺死了拐匪。但是此事卻讓莎拉遭到上司薩德給開除。
又一次，詹德竟然打算殺死照顧自己多年，替他已死的父親當養父的老闆薩德，並利用觸發劑讓她完成整件事。詹德命令X-23不得向別人提出此事，但她拿了薩德生還的兒子的照片給母親看，讓母親知道這是詹德幹的。於是，她對X-23使用觸發劑並下最後的任務 - 殺死詹德‧瑞斯。自己則殺死部分的守衛，而X-23也發現詹德又開發出了X-24~50的實驗品，她毀掉所有實驗品也殺光所有守衛。並在詹德射擊下仍把他砍成重傷，X-23想起當初詹德怎麼狠心丟下她，於是她罵詹德"禽獸"之後，詹德和設施全部毀滅。由於藥劑的關係，她竟然出來後殺死自己的母親，她非常傷心難過。而莎拉死前告訴X-23她的真名是「蘿拉」後就去世了。她手上的信封袋飛出了X教授和金鋼狼等X戰警的相片...。
兩年後，X-23穿著X戰警制服走在紐約街上，設施的人仍在尋找她，且認為一定會找到她...。
《NYX》紐約變種人
由現任Marvel總編Joe Quesada所編寫的故事，這可算是第一次X-23出現的漫畫。故事講述一個女孩琪頓(Kiden)，她的警察父親多年前被殺，然後琪頓就變成為一個問題少女，吸煙、吃興奮劑、打架。她和一個男孩發生爭吵，結果那男孩帶了一支槍回學校，並向她射擊。這時她發現了她擁有暫停時間的能力，避過了子彈，但子彈卻打在她老師卡梅倫身上。
Palmer在意外後變得很害怕回學校工作，情緒的劇變也令她男友離開了她，有一天她終於崩潰了，在浴室內割脈自殺，幸好琪頓來到並把她救回。原來琪頓可以看見自己死去的父親，他更會對她說誰需要幫忙和在那裡，也是因為這原因她能趕到救回卡梅倫。她再次聽到父親說，而這一次就是X-23。X-23變為了一個雛妓，她的其中一個客人有被虐狂，喜歡她割他的身體，但這次他自己拿出了刀子，竟在X-23面前自殺，而琪頓和卡梅倫趕到並把X-23帶走。
之後，琪頓和家人大吵之後離家出走，她母親和新未婚夫對此都很難過，她的新未婚夫表示一定會將琪頓給找回來。
X-23的老闆名叫Zebra Daddy，在X-23失蹤後立即派人四處尋找。這三個女人遇上了另一個異變人Tatiana，她只要碰過任何動物的血後，就可擁有該動物的特性，由於她剛剛發現自己是異變人，所以也跟隨著三人一起。Zebra Daddy找了一個朋友Bobby Soul幫手去找X-23，Bobby可以靈魂出竅，走入別人的身體並操控他的身體。他很快就找到X-23下落並告知Zebra，那時他不知道Zebra會下殺手。不過琪頓死去的父親亡靈出現在Bobby面前，並告訴他Zebra將會對這幾個女人不利，於是Bobby立即趕去幫手。一場大戰後，Zebra被殺死，他們幸運地安全離開。
而故事最後，琪頓的家人搬走了，而郵差這時拿著琪頓所寫的信趕來呼喊琪頓的母親收下信件，但他們車子已經開走了，留下郵差拿著那封信待在原地...。這故事似乎和另外的X-23故事沒有關連，可以假設這是發生於X-23離開X武器中心後發生的，據說另一個NYX的漫畫在2008年製作中。
《目標X》Target X
這故事以回憶的手法來敘述，兩個人正在盤問著X-23，然後一些回憶片段開始，回到了X-23殺死母親-莎拉的那一天。一隊人趕到並追捕X-23，其中一個女人"中村"(Kimura)是她的訓練者，由於X-23潛意識內被約束住不能傷害她的訓練者，所以她只有逃去，她來到了三蕃市找她的姨母。而故事揭盅這兩個盤問者，就是夜魔俠和美國隊長。
X-23和她的表姊梅根一起回學校，不過她怪誕的言行令她們被罰停課。而X武器計劃的人並沒有停止追捕，他們更收買了她姨母的男友，去把殺人藥水讓她姨母及梅根喝，不過這藥水卻倒在他自己身上，結果自己被X-23失控殺掉。中村等人亦趕到，X-23根本沒法和她戰鬥，而中村又將重傷的她威脅要她殺死梅根和黛比。不得已情況下，X-23砍掉自己的手好脫離中村的手銬，並將中村的手銬鎖在水管後逃走。她知道他們會繼續追捕她，於是要梅根和她母親離開至加拿大。她自己則走到X學院去，目的是金鋼狼，因為她怪罪他是令她變成一件武器的原兇。當然這理由很牽強，但金鋼狼是先知道所以先離開X學院，X-23找到他並和一戰後，兩人停下來對話，接著美國隊長出現把X-23制服，是為了她一直以來當殺手所犯的罪。美國隊長找了夜魔俠當她的律師，聽完所有供詞後，明白到若把她告上法庭，她最後只會成為了政府的另一件武器。所以美國隊長私下把X-23送走了，讓她去找金鋼狼。
最後，她在公車上拿出母親所寫的信來讀，眼眶泛含著感傷...。
《X戰警大戰浩克》
在本作漫畫中，浩克帶著憤怒從宇宙來到地球，因為自己被鋼鐵人、神奇先生、黑蝠王、奇異博士給送到太空，但原本他降落的星球遭到運送他的太空船毀滅。結果他因自己娶的皇后和許多人民的傷亡而暴跳如雷找4人報仇，然而，他也來到X學院要找X教授，因為教授本身在討論要將浩克送上太空時應也該在場，所以他找教授理論時卻因不講理，而和X戰警大打出手。X-23用手爪砍傷他，浩克卻說她跟金鋼狼都是弱智時，X-23用腳爪傷了他眼睛，結果使浩克更惱火，打殘了好幾名X戰警後，把她也重重摔在學院的牆上，浩克說希望她的自癒能力可以跟金鋼狼一樣...。
《X-23》
《X特攻隊》
《死侍屠殺漫威宇宙》
在本作中故事以死侍屠殺所有超級英雄和壞蛋為主，他因為不明原因開始在紐約對復仇者等等進行殺戮。在第三卷他殺害了大多數的X戰警，當金鋼狼找到X-23和兒子戴肯時，他們全被吊在高壓電離子架上，死侍對金鋼狼說這樣他們自癒時，高熱火焰會再把他們燒傷，而永遠無法自我療癒...。
《X戰警-彌賽亞再臨》
《X戰警-再生》
《復仇者學院》
《復仇者競技》
X-23在本作已死亡。

## 其他媒體

### 動畫
- 《X戰警：全面進化》：由Britt Irvin配音。
- 《金鋼狼與X戰警》：由塔拉·史壯配音。
- 《Q版大英雄》

### 電影
- 《浩克大戰金剛狼》（2009年）：僅以嬰兒胚胎實驗品登場。
- X戰警電影系列：由達芙妮·金飾演X-23。
  - 《羅根》（2017年）
- 漫威電影宇宙：由達芙妮·金回歸飾演X-23。
  - 《死侍與金鋼狼》（2024年）

### 遊戲
- 《漫威 VS Capcom 3》為X-23首次登場的電玩，由卡普空發行。
- 《漫威英雄 Online》：玩家創角時可選擇X-23為遊戲角色，或另付費購買。
- 《漫威：未來之戰》：手機遊戲，X-23是玩家可使用角色之一[2]。